# Décès en 1244
Décès
- 1240
- 1241
- 1242
- 1243
- 1244
- 1245
- 1246
- 1247
- 1248

Cette page dresse une liste de personnalités mortes au cours de l'année 1244 :
- février : Ralph Neville, évêque de Chichester et Lord Chancelier.
- 1er mars : Gruffydd ap Llywelyn Fawr, prince de Gwynedd et d'une bonne partie du Pays de Galles.
- 16 mars : Bertrand Marti, parfait cathare
- 20 avril ou 4 mai : Hugues III de Vaudémont, comte de Vaudémont.
- 25 juin : Giacomo da Pecorara, cardinal-évêque de Palestrina.
- 13 août : Henri de Bruxelles, 11e abbé de Parc.
- 24 août : Athanase II de Jérusalem, patriarche melkite de Jérusalem.
- 2 octobre : Saionji Kintsune, courtisan kugyō de première catégorie et poète japonais.
- 18 octobre : Pierre de Sergines, archevêque de Tyr.
- 5 décembre : Jeanne de Constantinople, femme politique qui gouverne la Flandre et le Hainaut.

- Meïr Aboulafia, importante autorité rabbinique médiévale séfarade.
- Aliénor de Castille, infante du royaume de Castille et première épouse de Jacques Ier d'Aragon.
- Baudouin III de Guînes, châtelain de Bourbourg, seigneur d'Ardres et de Tourcoing.
- Bouchard d'Avesnes, seigneur d’Étrœungt et bailli de Hainaut, mais aussi sous-diacre à l'église de Laon.
- Duncan, 5e mormaer ou comte de Mar.
- Minamoto no Mitsuyuki, gouverneurs de la province de Kawachi.
- Muhammad ben Abd al-Haqq, sultan mérinide.
- Rhys Mechyll ap Rhys, prince de Deheubarth qui règne sur Cantref Mawr.
- Manfred III de Saluces, marquis de Saluces.
- Thierry de Clèves, seigneur de Dinslaken.
- Yelü Chucai, intellectuel et conseiller khitan sous la dynastie Liao puis l'Empire mongol.

date incertaine (vers 1244)
- Robert de Strathearn, 4e comte de Strathearn.

## Crédit d'auteurs
- Cet article est partiellement ou en totalité issu de l'article intitulé « 1244 » (voir la liste des auteurs).